# Azusa theologische hogeschool
Azusa theologische hogeschool was een Nederlandse theologische hogeschool en het opleidingsinstituut van de Verenigde Pinkster- en Evangeliegemeenten (VPE). De hogeschool fuseerde in 2010 met de Christelijke Hogeschool Windesheim.

## Geschiedenis
Deze hogeschool ging  uit de van de theologie van de Pinksterbeweging. De aandacht voor het functioneren van de zogenoemde Geestesgaven in combinatie met hoger onderwijs maakt de opleiding uniek in Nederland. Sinds september 2010 maakte de school deel uit van de Christelijke Hogeschool Windesheim. Het onderwijs werd gegeven op locaties in Amsterdam, Utrecht en Zwolle.
De oorspronkelijke naam van de school luidde Centrale Pinksterbijbelschool (C.P.B.), deze werd opgericht in 1967. De school begon in dat jaar in Den Haag, verhuisde daarna naar Scheveningen (1974), kwam vervolgens in Zeist (1979) terecht, daarna in Lunteren (1990) en was sinds 2002 ondergebracht bij de Vrije Universiteit Amsterdam.
De school begon als een driejarige Bijbelschool. Na 25 jaar werd de school een vierjarige HBO-dagopleiding. Hierdoor hadden de aan dit opleidingsinstituut verbonden studenten recht op studiefinanciering.

Mede in verband met de erkenning veranderde de naam van de school met ingang van het schooljaar 1997/98 in Azusa theologische hogeschool. Het eerste woord 'Azusa' uit de nieuwe naam verwijst naar Azusa Street, een straat in de Californische plaats Los Angeles waar in 1906 de pinksterbeweging van start ging.
In september 2006 begon Azusa met een Engelstalig lesprogramma. Vanaf september 2010 maakt Azusa deel uit van de Christelijke Hogeschool Windesheim. Het onderwijs kan  worden gevolgd in Amsterdam en Zwolle. Ouderejaars konden hun studie wel afmaken in Amsterdam. De belangrijkste reden voor de fusie was dat de school dan subsidie ontving.
Volgens critici was er na de fusie weinig meer zichtbaar van de pinksteridentiteit. Pas in de tweede helft van het derde jaar en de eerste helft van het vierde jaar konden studenten een keuzeprogramma, een minor, kiezen die samengesteld is met vakken met de VPE- en baptistenidentiteit. Windesheim had gehoopt op een constante stroom van evangelische- en baptistenstudenten, maar deze verwachting kwam niet uit, omdat "studenten zich niet herkenden in het beeld van de opleiding". In 2014 verbrak de VPE de banden met de opleiding. De laatste lichting studenten kreeg in 2015 hun diploma.
Aan de Vrije Universiteit zou vanaf 2015 een vestiging komen van Continental Theological Seminary, onderdeel van het pinksterkerkgenootschap Assemblies of God. De VPE is onderdeel van dit kerkgenootschap en de nieuwe school zou de plek worden waar de VPE voorgangers en fulltime-medewerkers theologisch zou gaan scholen. Dit plan vond geen doorgang.

## Bekende oud-studenten
In totaal studeerden meer dan zeshonderd studenten af aan de C.P.B./Azusa. De bekendste zijn:
- Matthijn Buwalda*
- Ruben Flach
- Lucas Hartong*
- Kees Kraayenoord
- Cees van der Laan
- Paul van der Laan
- Peter Sleebos
- Jean-Jacques Suurmond

Een sterretje(*) betekent dat de studie niet is afgerond.